# Камінь (гміна, Холмський повіт)
Гміна Камінь (пол. Gmina Kamień) — сільська гміна у східній Польщі. Належить до Холмського повіту Люблінського воєводства.
Станом на 31 грудня 2011 у гміні жило 4074 особи.

## Площа
Згідно з даними за 2007 рік площа гміни становила 96.90 км², у тому числі:
- орні землі: 81,00%
- ліси: 7,00%

Отже площа гміни становить 5,44% площі повіту.

## Населення
Станом на 31 грудня 2011:
| Опис     | Загалом | Загалом | Чоловіки | Чоловіки | Жінки | Жінки |
| -------- | ------- | ------- | -------- | -------- | ----- | ----- |
| одиниця  | осіб    | %       | осіб     | %        | осіб  | %     |
| все      | 4074    | 100     | 2051     | 50.34    | 2023  | 49.66 |
| міське   | 0       | 100     | 0        |          | 0     |       |
| сільське | 4074    | 100     | 2051     | 50.34    | 2023  | 49.66 |

## Сусідні гміни
Гміна Камінь межує з такими гмінами: Дорогуськ, Жмудь, Лісневичі, Холм.

## Історія
Утворена у 1973 р. з частини колишньої гміни Турка.
У селі Плаваничі (Pławanice) збереглася парафіяльна церква св. Іоана Богослова (зведена, 1828 р.) з окремою дерев'яною дзвіницею (кінець XIX ст.). У міжвоєнному періоді зачинена, у 1940-44 рр. знов
використовувалася відновленою православною парафією. У 1945 р. замінена на римо-католицький костел.